# Albertisia mecistophylla
Albertisia mecistophylla là một loài thực vật có hoa trong họ Biển bức cát. Loài này được (Miers) Forman mô tả khoa học đầu tiên năm 1975.